# Mirzapur-cum-Vindhyāchal
Mirzapur-cum-Vindhyāchal (ofta bara Mirzapur kort och gott, förr Girzapur eller Girijapur) är en stad i den indiska delstaten Uttar Pradesh, och är den administrativa huvudorten för distriktet Mirzapur. Den är belägen vid Ganges södra bank, några mil sydväst om Varanasi. Folkmängden uppgick till 234 871 invånare vid folkräkningen 2011, med förorter 246 920 invånare. Genom staden, känd för sin matt-tillverkning, löper en viktig järnväg.
I Vindhyāchal, som numera ligger inom stadsgränsen (därav stadens fulla namn Mirzapur-cum-Vindhyāchal), finns det ett tempel tillägnat Kali, till vilket thaggersekten förr betalade tribut.